# Børge Bakholt
Børge Laursen Bakholt (født 20. juli 1935 i Kobberup, død 8. juli 1998) var en dansk politiker, der var medlem af Folketinget for Socialdemokratiet i Odense Sydkredsen (Fyns Amtskreds) fra 1977 til 1998.
Bakholt arbejdede som sømand fra 1952 til 1959, hvor han blev specialarbejder. Fra 1967 til 1977 arbejdede han som faglærer ved Den Fynske Specialarbejderskole, og i 1969 tog han statens erhvervspædagogiske læreruddannelse.
Han begyndte sin politiske karriere i fagbevægelsen og var medlem af bestyrelsen for Anlægs- og Bygningsarbejdernes Fagforening i Odense 1967-1969, og medlem af repræsentantskabet for Arbejdernes Fællesorganisation 1964-1968. I 1966 blev han formand for Socialdemokratiet i Otterupkredsen; fra 1970-1973 formand i Odense Sydkredsen. I de år var han tillige medlem af AOF Odenses bestyrelse. Han blev opstillet til Folketinget i Odense Sydkredsen i 1976, og blev valgt ind ved folketingsvalget 15. februar 1977. Børge Bakholt var medlem frem til valget 10. marts 1998.
1980-1986 var han medlem af Statens Ligningsråd, fra 1982 medlem af Lønningsrådet og fra 1986 af Landsskatteretten.